# Il-Maqluba (limiti tal-Qrendi)
Il-Maqluba (limiti tal-Qrendi) este o arie protejată (arie specială de conservare — SAC, sit de importanță comunitară — SCI) din Malta întinsă pe o suprafață de 2,62 ha, integral pe uscat.

## Localizare
Centrul sitului Il-Maqluba (limiti tal-Qrendi) este situat la coordonatele 35°49′54″N 14°27′31″E / 35.8318°N 14.4585°E.

## Înființare
Situl Il-Maqluba (limiti tal-Qrendi) a fost declarat sit de importanță comunitară în aprilie 2004 pentru a proteja un număr necunoscut de specii din flora spontană și fauna sălbatică aflate în arealul zonei. Situl a fost protejat și ca arie specială de conservare în decembrie 2016.

## Biodiversitate
Situată în ecoregiunea mediteraneană, aria protejată conține 3 habitate naturale: Matorral arborescenți cu Laurus nobilis, Pante stâncoase calcaroase cu vegetație casmofită, Păduri de Tetraclinis articulata.
La baza desemnării sitului se află un număr nedeclarat de specii protejate.